# Lijst van parken en reservaten in West-Australië
Onderstaande parken en reservaten in West-Australië worden beheerd door het Department of Conservation and Land Management.

## Nationale Parken
A

Alexander Morrison -- Avon Valley
B

Badgingarra -- Beedelup -- Beelu -- Boorabbin -- Brockman
C

Cape Arid -- Cape Le Grand -- Cape Range -- Collier Range
D

D’Entrecasteaux -- Drovers Cave -- Drysdale River
E

Eucla
F

Fitzgerald River -- François Peron -- Frank Hann
G

Geikie Gorge -- Gloucester -- Goongarrie -- Gooseberry Hill -- Greenmount
H

Hassell -- Hidden Valley
J

John Forrest
K

Kalamunda -- Kalbarri -- Karijini -- Kennedy Range
L

Leeuwin Naturaliste -- Lesmurdie Falls -- Lesueur
M

Millstream-Chichester -- Moore River -- Mount Augustus -- Mount Frankland
N

Nambung -- Neerabup
P

Peak Charles -- Porongurup -- Purnululu
R

Rudall River
S

Scott -- Serpentine -- Shannon -- Sir James Mitchell -- Stirling Range -- Stokes
T

Tathra -- Torndirrup -- Tuart Forest -- Tunnel Creek
W

Walpole-Nornalup -- Walyunga -- Warren -- Watheroo -- Waychinicup -- West Cape Howe -- William Bay -- Windjana Gorge -- Wolfe Creek Crater
Y

Yalgorup -- Yanchep